# Commande robuste
La commande robuste est un type de commande qui vise à garantir les performances et la stabilité d'un système face à des perturbations du milieu et les incertitudes du modèle. En effet, le modèle mathématique qui modélise un système réel est une représentation qui vise à approximer au mieux, avec des hypothèses simplificatrices, le système qu'on veut commander. Il existe donc un écart entre le comportement observé du système réel et son modèle interne. La commande robuste vise à déterminer une loi de commande qui soit capable de garantir des critères de performance et stabilité pour un système dont le modèle varie autour du modèle théorique ou nominal. Par la même approche, on peut rendre le système robuste face aux perturbations extérieures (par exemple, une rafale de vent sur un avion de ligne) qui en somme peuvent être considérées comme une modification du modèle interne.